# 西大和ニュータウン

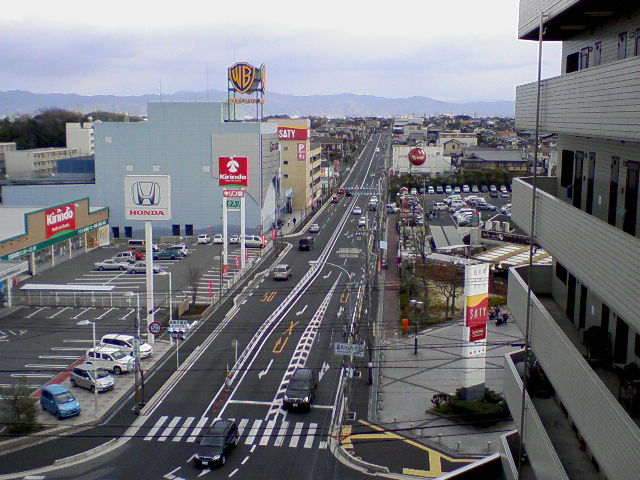
西大和ニュータウン（西大和ショッピングデパート近辺）2008年1月

西大和ニュータウン（にしやまとニュータウン）は、奈良県の北西部に位置するニュータウン。河合町の西部、上牧町の北部にまたがる。

## 地形
馬見丘陵北部に位置する。海抜50～70メートル前後である。

## 交通
道路
- 西名阪自動車道（ニュータウン中央部を東西に横断する）
- 奈良県道36号天理王寺線

鉄道
- 近鉄新王寺駅
- 近鉄大輪田駅
- 近鉄佐味田川駅
- JR西日本王寺駅

路線バス
- 奈良交通
- 河合町巡回ワゴン「すな丸号」
- 上牧町公共施設巡回バス

## 概要
西大和開発株式会社（現存せず）により、1960年代後半より開発が進められた。1971年には日本住宅公団により西大和片岡台団地、西大和星和台団地が建設される。王寺町の王寺駅を経由して大阪都心まで通勤時間が一時間圏内であることと、西名阪道路の開通により自動車での交通も至便であることから順調に宅地開発は進み、人口は増加した。河合町・上牧町を含め、周辺自治体と合併の上、市制施行する構想があったものの結果としては頓挫した。近年は片岡台・星和台両団地の老朽化と住民の高齢化によるニュータウン共通の課題「オールドタウン」化が懸念となっている。

## 街区

### 旧区域
- 河合町
  - 大字大輪田
  - 大字穴闇
  - 大字佐味田
  - 大字山坊
  - 大字薬井
- 上牧町
  - 大字下牧

### 現区域
- 河合町
  - 久美ケ丘（くみがおか）1丁目-2丁目 - 大字佐味田に由来する地名[1]。
  - 星和台（せいわだい）1丁目-2丁目 - 日本生命の「日」と「星」の字に由来する地名[1]。
  - 高塚台（たかつかだい）1丁目-3丁目 - 大字大輪田小字高塚に由来する地名[1]。
  - 中山台（なかやまだい）1丁目-2丁目 - 大字大輪田小字中山田に由来する地名[1]。
  - 広瀬台（ひろせだい）1丁目-3丁目 - 広瀬神社に由来する地名[1]。
- 上牧町
  - 片岡台（かたおかだい）1丁目-3丁目 - 丘陵周辺の旧称「片岡」と片岡城址に由来する地名[1]。
  - 桜ヶ丘（さくらがおか）1丁目-3丁目 - 桜峠と桜苗木を植栽したことに由来する地名[1]。

## 沿革
- 1960年（昭和35年） - 野村正辰・龍村慶子がスポーツランド（ゴルフ場）を計画[1]。
- 1961年（昭和36年） - 王寺町、河合村、上牧村にスポーツランド計画が持ち込まれる[1]。
- 1962年（昭和37年） - 野村正辰と地主の一部が、関西電力・近畿日本鉄道・大和銀行・日本生命に用地購入を要請[1]。4社は、共同で宅地開発することを検討[1]。王寺町、河合村、上牧村が西大和誘致委員会を結成する[1]。
- 1963年（昭和38年）
  - 2月 - 関西電力・近畿日本鉄道・大和銀行・日本生命が用地購入を了承する[1]。西大和開発が王寺町、河合村、上牧村と土地売買契約を締結[1]。
  - 2月16日 - 大阪グランドホテルにて西大和開発設立発起人総会が開かれる[1]。発起人は太田垣士郎関西電力会長、川崎金藏日生不動産社長、佐伯有近畿日本鉄道社長、清水明日生住宅社長、寺尾威夫大和銀行頭取、新田宇一郎読売テレビ専務、野村正辰朝日新聞社社員、弘世現日本生命社長の8名[1]。
  - 2月26日 - 西大和開発創立総会が開かれる[1]。発行株数は96,000株で、資本金は4,800万円[1]。西大和開発取締役会が開かれ、國崎裕社長が就任[1]。
  - 3月 - 西大和開発と王寺町・河合村・上牧村との土地売買基本契約に基づき、3町村は土地所有者と協定価格による売買契約を締結する[1]。協定価格は田・池が1,700円、畑が1,200円、山林が800円[1]。
- 1964年（昭和39年）
  - 4月、西大和開発が王寺町・河合村・上牧村に再び買収協力を依頼[1]。
  - 6月、西大和開発が王寺町・河合村・上牧村に計画を説明、地元行政と協議開始[1]。
  - 12月、現地事務所を河合村役場内に開設[1]。買収価格が見直され、協定価格に坪当たり2,000円から3,000円が上乗せされる[1]。
- 1965年（昭和40年）
  - 7月、用地買収が中止され、現地事務所も一時閉鎖される[1]。
  - 10月、西大和開発が宅地建物取引業者免許を取得[1]。
- 1966年（昭和41年）
  - 3月、大阪ガスが西大和開発の経営に参画する[1]。
  - 7月、河合村大輪田地区から用地買収が再開される[1]。
  - 11月、西大和開発が農地転用事前審査を申請する[1]。
  - 12月、買収済みの用地について追加金を支払う[1]。追加金は田畑・池が協定価格の50%、山林が100%[1]。
- 1967年（昭和42年）
  - 2月、名阪道路用に敷地の一部（22,050坪）を売却[1]。
  - 5月、農地転用事前申請に内示が出る[1]。
- 1968年（昭和43年）
  - 2月、第1事業区の概要が決まる[1]。
  - 6月、第1事業区の面積を306,466m2に決定[1]。大輪田地区の高台に現地工事事務所が開設される[1]。
  - 9月21日、第1事業区が区画整理事業認可を受ける[1]。
  - 10月14日、第1事業区が宅地造成等規制法に伴う許可を受ける[1]。
  - 11月11日、起工式が行われる[1]。
- 1969年（昭和44年）
  - 4月1日、西大和サービスが設立される[1]。
  - 6月、道路の設計上障害となっていた鉄塔7基について、西大和開発と関西電力との協議により別の敷地に移設・9基に増設[1]。同時に2万V送電線も約290m移動され、7万V送電線が新たに併設される[1]。
  - 7月、西岡水路を改修[1]。第2事業区が区画整理事業認可を受ける[1]。また、第2事業区が宅地造成等規制法に伴う許可を受ける[1]。
  - 8月、河合村と上牧村の境界変更が自治省より公示される[1]。
  - 9月、西大和サービスが建設業者許可を受ける[1]。
  - 10月、配電関係の工事を行う[1]。第1事業区の宅造検索が完了[1]。西大和サービスが宅地建物取引業者免許を取得する[1]。
  - 11月、宅地造成が完了[1]。上下水道・ガスの工事を行う[1]。第1回宅地分譲が開始[1]。
- 1970年（昭和45年）
  - 1月、第1回建売分譲が開始[1]。
  - 2月、星和台地区で入居開始[1]。王寺町上水道による給水開始[1]。第1事業区区画整理の換地処分が完了[1]。
  - 3月、第1事業区区画整理の換地処分が公告される[1]。新町名「星和台」が誕生[1]。北地区全体の造成計画が決定[1]。開発面積は1,178,898m2[1]。
  - 4月、16店舗が入居する星和台ショッピングセンターが開設[1]。
  - 6月、近鉄大輪田駅の駅前広場が完成[1]。
  - 7月、第3事業区が区画整理事業認可、宅地造成等規制法に伴う許可を受ける[1]。
  - 8月、第1号となる給水塔が完成する[1]。
  - 9月、第4事業区が区画整理事業認可、宅地造成等規制法に伴う許可を受ける[1]。
  - 10月、日本住宅公団に用地を分譲[1]。第1事業区は30,258.46m2で、第2事業区は131,193.98m2[1]。
- 1971年（昭和46年）
  - 4月、星和台2丁目に双葉幼稚園が開園[1]。片岡台地区で入居開始[1]。
  - 7月、星和台団地390戸で入居開始[1]。大輪田警官派出所が開所[1]。
  - 10月、片岡台団地1,580戸で入居開始[1]。奈良交通バスによる大輪田駅-片岡台間のバスの運行開始[1]。南都銀行星和台出張所が開所[1]。
  - 11月、星和台2丁目の医療街区に産婦人科が開業[1]。第5事業区が区画整理事業認可を受ける[1]。
  - 12月、近商ストアと専門店28店舗からなる片岡台ショッピングセンターが開設[1]。西大和サービスが片岡台1丁目に現地事務所を開設[1]。
- 1972年（昭和47年）
  - 1月片岡台1丁目に片岡台幼稚園が開園[1]。医療街区に内科、小児科、歯科が開業する[1]。
  - 3月、第6事業区が区画整理事業認可を受ける[1]。
  - 4月、移転・改装した近鉄大輪田駅での営業開始[1]。第5事業区が宅地造成等規制法に伴う許可を受ける[1]。
  - 5月、南地区の造成工事に着手する[1]。
  - 10月、西大和星和台郵便局、片岡台郵便局が開局する[1]。
  - 11月、第6事業区が宅地造成等規制法に伴う許可を受ける[1]。
- 1973年（昭和48年）
  - 4月、医療街区に耳鼻咽喉科が開業する[1]。
  - 5月、第7事業区を第7事業区と第9事業区に変更する[1]。
  - 11月、月谷事業区が区画整理事業認可を受ける[1]。
  - 12月、月谷事業区が宅地造成等規制法に伴う許可を受ける[1]。第8事業区が区画整理事業認可を受ける[1]。
- 1974年（昭和49年）
  - 2月、第8事業区が宅地造成等規制法に伴う許可を受ける[1]。
  - 4月、片岡台1丁目に上牧第3保育所が開所する[1]。
  - 8月、第8事業区について80坪区画が平均58坪に変更される [1]。
  - 10月、南地区で宅地分譲が始まる[1]。
- 1975年（昭和50年）
  - 3月、片岡台3丁目に上牧町消防第8分団格納庫が完成する[1]。
  - 7月、奈良交通バスの南地区への乗り入れについて、王寺町・河合町・上牧町・奈良交通・西大和開発で協議[1]。
  - 8月、上牧町浄水場、上牧町配水池が完成する[1]。
  - 10月、桜ヶ丘バスターミナルが完成する[1]。
- 1976年（昭和51年）
  - 2月、計画人口が35,000人から28,000人に引き下げられる[1]。
  - 8月、第9事業区が区画整理事業認可を受ける[1]。
  - 12月、第9事業区が宅地造成等規制法に伴う許可を受ける[1]。
- 1977年（昭和52年）
  - 1月、桜ケ丘3丁目に桜ケ丘公園が完成[1]。広瀬台3丁目に河合町西大和公民館が完成[1]。
  - 6月、ニチイがメーンセンターのプランを提出する[1]。
  - 8月、医療街区に外科が開業する[1]。
  - 9月、メーンセンターのプランの基本構想が固まる[1]。
  - 10月、広瀬台3丁目に河合町役所出張所が開所する[1]。
- 1978年（昭和53年）
  - 4月、近商ストアがメーンセンターへの出店を申し出る[1]。公園を河合町へ移管[1]。
  - 7月、道路・公園を上牧町へ移管[1]。
  - 11月、西大和ニュータウン北営業所が閉所し、南営業所は現地営業所となる[1]。
  - 12月、桜ケ丘3丁目に桜ケ丘公民館が完成[1]。
- 1979年（昭和54年）
  - 2月、西大和開発がニチイと基本協定を締結する[1]。
  - 4月、片岡台1丁目公民館が完成する[1]。
- 1980年（昭和55年）
  - 1月、西大和開発がニチイと建築基本協定書を締結する[1]。
  - 4月、片岡台2丁目公民館が完成する[1]。
- 1981年（昭和56年） - 4月、道路を河合町へ移管[1]。
- 1984年（昭和59年）
  - 11月、第10事業区が区画整理事業認可を受ける[1]。
  - 12月、第10事業区が宅地造成等規制法に伴う許可を受ける[1]。
- 1985年（昭和60年）
  - 2月、西大和開発が桜ケ丘1丁目の再開発に着手する[1]。
  - 5月、第10事業区内の古墳で発掘調査[1]。
  - 8月、西大和ショッピングデパートの建物賃貸予約契約および建築請負契約が締結される[1]。
  - 10月、片岡台3丁目コミュニティセンターが完成する[1]。
- 1986年（昭和61年）
  - 日時不明、計画人口が28,000人から26,000人に引き下げられる[1]。
  - 1月、桜ケ丘2丁目に桜ケ丘東公園が完成する[1]。
  - 1月10日、西大和ショッピングデパートが開業する[1]。
  - 11月、片岡台3丁目にリサイクルセンターが完成する[1]。
- 1988年（昭和63年） - 9月、桜ケ丘1丁目で桜ケ丘駐輪場が完成する[1]。
- 1989年（平成元年） - 4月星和台1丁目に大輪田駅前駐車場が開設される[1]。
- 1990年（平成2年）
  - 3月、広瀬台1丁目に西大和地区老人憩の家が完成する[1]。
  - 5月、桜ケ丘2丁目に桜ケ丘公民館が完成する[1]。
  - 8月、星和台ショッピングセンター跡地に広瀬台駐車場が開設される[1]。
- 1991年（平成3年） - 8月、片岡台ショッピングセンターの近商ストアが閉店[1]。

## 地区内の施設

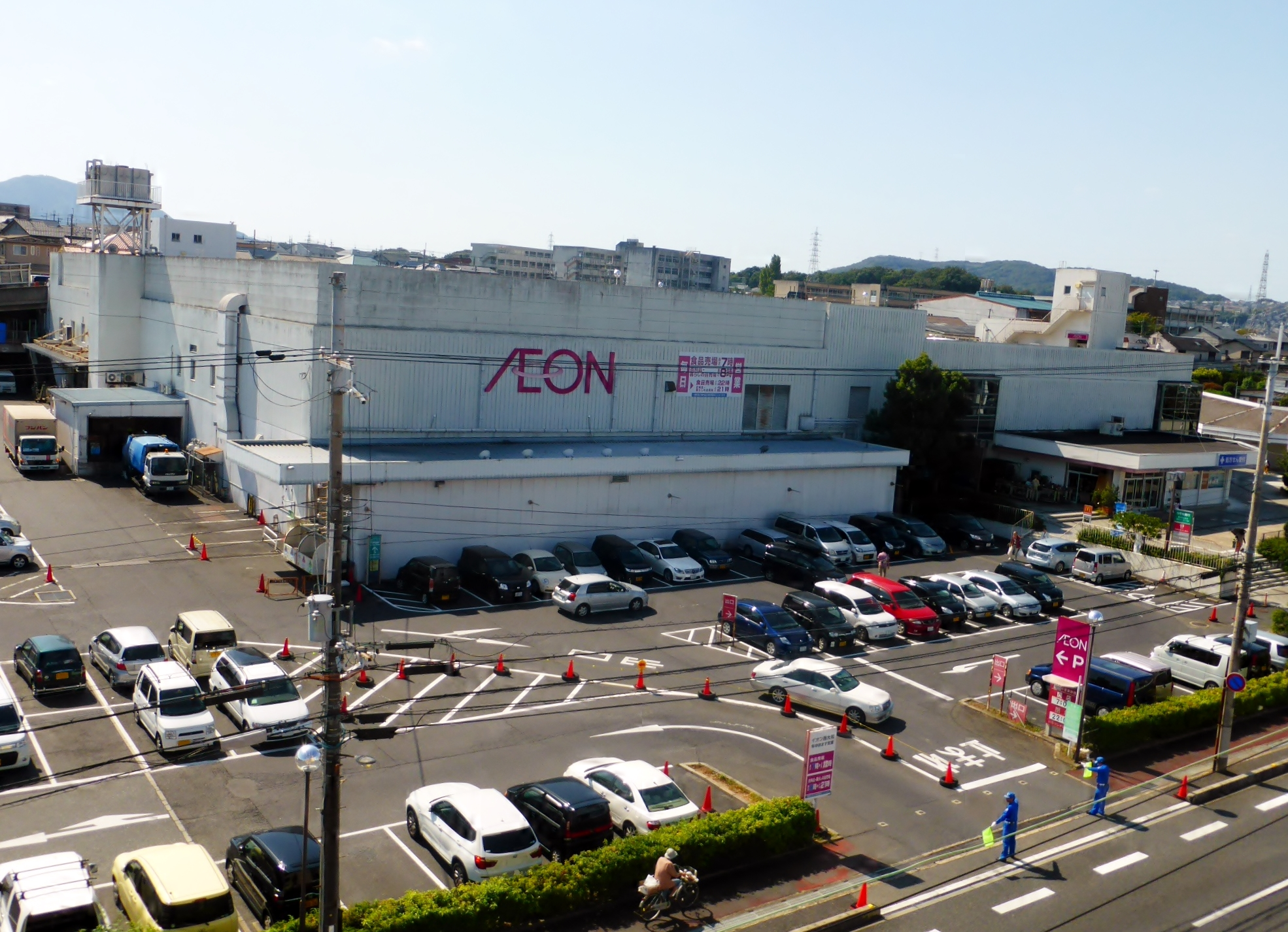
イオン西大和店

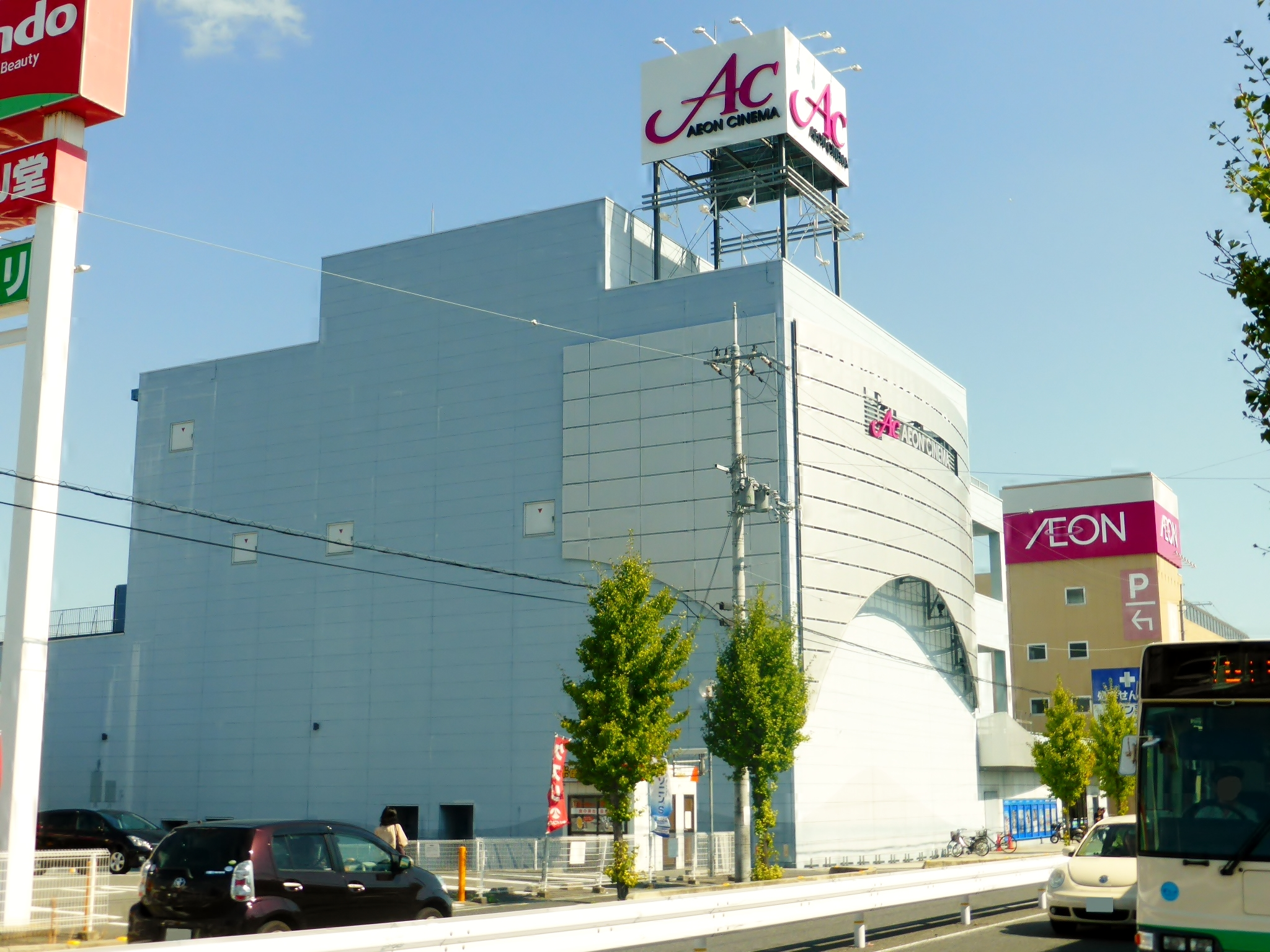
イオンシネマ西大和

※以下、河合町内に存在する施設は■、上牧町内に存在する施設は■で示す。
- 教育
  - 河合町立河合第二中学校 ■
  - 河合町立河合第二小学校 ■
  - 河合町立河合第三小学校 ■
  - 上牧町立上牧第二小学校 ■
- 公的施設
  - 河合交番 ■
  - 西大和星和台郵便局　■
  - 西大和片岡台郵便局 ■
- 商業施設
  - 西大和ショッピングデパート ■
    - イオン（旧サティ）西大和店 - 2021年7月31日閉店

  - イオンシネマ西大和（旧ワーナー・マイカル・シネマズ西大和）■ - 2022年8月21日閉館[2]
  - 万代片岡台店 ■
  - レインボープラザ西大和 ■
- 都市公園
  - 赤田池公園 ■
  - 中山田池公園 ■
  - 釘池公園  ■
  - 桜ヶ丘公園 ■

## その他
周辺住民が指す「広義の」西大和ニュータウンには、以下の地域を含めることがある。
- 河合町
  - 西山台（にしやまだい）
  - 泉台（いずみだい）1丁目～3丁目
  - 薬井（くすりい）　※一部の地域
  - 穴闇（なぐら）　※一部の地域
- 上牧町
  - 滝川台（たきがわだい）1丁目～2丁目
  - 服部台（はっとりだい）1丁目～5丁目